# Ayguemorte-les-Graves
Ayguemorte-les-Graves – miejscowość i gmina we Francji, w regionie Nowa Akwitania, w departamencie Żyronda.
Według danych na rok 1990 gminę zamieszkiwało 696 osób, a gęstość zaludnienia wynosiła 110 osób/km² (wśród 2290 gmin Akwitanii Ayguemorte-les-Graves plasuje się na 580. miejscu pod względem liczby ludności, natomiast pod względem powierzchni na miejscu 1334.).